# فندق ماركيز دي ريسكال
فندق ماركيز دي ريسكال هو فندق فاخر من تصميم فرانك جيري  يقع في إلثييغو،إسبانيا.